# 伯克利县 (南卡罗来纳州)
伯克利县（英語：Berkeley County）是美国南卡罗来纳州的一个县，县治蒙克斯科纳。根据美国人口普查局2020年统计，共有人口22萬9,861人；人口比例2000年統計為白人占68%、非裔占26.63%、亞裔占1.87%。

## 外部連結
- OpenStreetMap上有關伯克利县 (南卡罗来纳州)的地理
- Official website （页面存档备份，存于）
- Berkeley County history and images （页面存档备份，存于）